# 横浜都市圏
横浜都市圏（よこはまとしけん）とは、神奈川県横浜市を中心とする都市圏。2015年現在、横浜市は東京都市圏に入っており単独で都市雇用圏を形成するには至っていない。
しかし都市雇用圏の基準となっている通勤通学率が10%以上の地域は横浜市への通勤通学率が高い順に逗子市、鎌倉市、横須賀市、葉山町、大和市、藤沢市、三浦市、綾瀬市、海老名市、茅ヶ崎市、川崎市、そして茅ヶ崎市の二次圏に寒川町、川崎市の二次圏に稲城市があり2015年の国勢調査の時点での総人口は725万7866人と面積が1000k㎡弱であるにもかかわらず名古屋都市圏を大きく上回っており人口密度は7,259.1人/k㎡と名古屋都市圏の4倍である。

## 概要
平成27年度の国勢調査において、横浜市の常住人口372万人のうち約73万人が市外に通勤・通学等で流出し、41万人が市内に流入している。そのため、昼間人口は差し引き32万人が減り、常住人口の 91.7% の341万人となる。
しかしながら、横浜市は300万人を越える大きな市場であるため、物販・サービスなどの経済活動は活発である。横浜市単独で福岡・札幌・京都・神戸の各都市雇用圏よりも人口が多い。昼間人口や市内の就業者数や市内総生産でも東京都区部、大阪市についで全国第3位であり名古屋市よりも多い。市北部の港北ニュータウンや、青葉区を中心とした東急田園都市線沿線などでは、交通利便性から職場を東京に求めている人が多い。